# رودولفو إتش توريس
رودولفو إتش توريس (بالإسبانية: Rodolfo Torres)‏ هو رياضياتي وأستاذ جامعي أرجنتيني، ولد في 20 نوفمبر 1960 في روساريو في الأرجنتين.

## وصلات خارجية
- الموقع الرسمي